# Zecovi
Zecovi (en serbio: Зецови) es una localidad de la municipalidad de Prijedor, Republika Srpska, Bosnia y Herzegovina.
Se encuentra a siete kilómetros de la ruta Prijedor - Sanski Most y cubre un área de aproximadamente 13 kilómetros cuadrados. Incluye administrativamente a las aldeas de Stari Grad; Briševo; Ravan; Redak; Gradina; Hopovci; Causevici; Brakici; Kosa; Brđani; Radulovići; Babići; Grujcici y Mrdje.

## Historia
Zekovi existió ya en la Edad Media, tal como lo demuestra Stari Grad que fue construida como una fortaleza. Algunas pruebas arqueológicas encontradas en el museo Prijedor datan del siglo XIII.
Antes de la Guerra de Bosnia, aunque grande en tamaño, Zucovi era una de los pueblos más pequeños en términos de población. Según el censo de 1991, la comunidad local contaba con 887 habitantes. Mientras que entonces las otras aldeas en la orilla izquierda del Río Sana eran casi étnicamente puramente musulmanas, Zecovi era una comunidad mixta con una población bosnia mayoritaria. La comunidad local consistía en varias aldeas de las cuales Brđani era puramente bosnica, Radulovici y Babići tenían población serbia así como Grujcici y Mrdje, ubicados a lo largo de la ruta Prijedor - Sanski. Briševo estaba formada por la mayoría de la población católica.
El pueblo fue sede de la escuela primaria Mladen Stojanovic, a la que asistían alrededor de 70-80 alumnos del primer al cuarto grado. La oficina comunitaria local estaba ubicada en el mismo local, mientras que la tienda de comestibles estaba ubicada en locales separados.
Al igual que todas las otras aldeas en la orilla izquierda del Sana, también los habitantes de Zucovi vivían de la agricultura y la industria. El pueblo era rico en frutas y especialmente ciruelas.
La aldea fue totalmente destruida en 1992. Solo el 23 de julio de 1992, más de 100 hombres fueron asesinados o llevados a los campamentos durante la limpieza étnica. En la noche del 24 al 25 de julio de 1992, más de 30 mujeres y niños fueron asesinados en la aldea de Gradina, el niño mayor tenía 16 años y el más joven solo unos pocos meses. El 25 de julio, el pueblo Briševo (de población católica) se cometió una masacre en la cual 68 civiles fueron muertos. algunos llevados detenidos y varias mujeres fueros violadas.
Actualmente, poca población no serbia ha regresado a Zekovi, principalmente ancianos.

## Población
| Composición de la Población - Localidad de Zecovi | Composición de la Población - Localidad de Zecovi | Composición de la Población - Localidad de Zecovi | Composición de la Población - Localidad de Zecovi | Composición de la Población - Localidad de Zecovi | Composición de la Población - Localidad de Zecovi |
| ------------------------------------------------- | ------------------------------------------------- | ------------------------------------------------- | ------------------------------------------------- | ------------------------------------------------- | ------------------------------------------------- |
|                                                   | 2013                                              | 1991                                              | 1981                                              | 1971                                              | 1961                                              |
| Total                                             | 438                                               | 887 (100,0%)                                      | 897 (100,0%)                                      | 874 (100,0%)                                      | 828 (100,0%)                                      |
| Varones                                           | 216                                               | -                                                 | -                                                 | -                                                 | -                                                 |
| Mujeres                                           | 222                                               | -                                                 | -                                                 | -                                                 | -                                                 |
| Bosniacos                                         | 311                                               | 701 (79,03%)                                      | 682 (76,03%)                                      | 584 (66,82%)                                      | 282 (34,06%)                                      |
| Serbios                                           | 121                                               | 152 (17,14%)                                      | 181 (20,18%)                                      | 240 (27,46%)                                      | 268 (32,37%)                                      |
| Croatas                                           | 1                                                 | 21 (2,368%)                                       | 24 (2,676%)                                       | 38 (4,348%)                                       | 48 (5,797%)                                       |
| Bosnios                                           | -                                                 | -                                                 | -                                                 | -                                                 | -                                                 |
| Gitanos                                           | -                                                 | -                                                 | -                                                 | -                                                 | -                                                 |
| Musulmanes                                        | 2                                                 | -                                                 | -                                                 | -                                                 | -                                                 |
| Albaneses                                         | -                                                 | -                                                 | -                                                 | -                                                 | -                                                 |
| Yugoslavos                                        | -                                                 | 10 (1,127%)                                       | 7 (0,780%)                                        | –                                                 | 230 (27,78%)                                      |
| Ukranianos                                        | -                                                 | -                                                 | -                                                 | -                                                 | -                                                 |
| Montenegrinos                                     | -                                                 | -                                                 | -                                                 | -                                                 | -                                                 |
| Eslovenos                                         | -                                                 | -                                                 | -                                                 | -                                                 | -                                                 |
| Ortodoxos                                         | 1                                                 | -                                                 | -                                                 | -                                                 |                                                   |
| Macedonios                                        | -                                                 | -                                                 | 1 (0,12%)                                         | -                                                 | -                                                 |
| Húngaros                                          | -                                                 | -                                                 | -                                                 | -                                                 | -                                                 |
| Otros                                             | 3                                                 | 3 (0,338%)                                        | 2 (0,223%)                                        | 12 (1,373%)                                       | -                                                 |
| Sin declarar                                      | -                                                 | -                                                 | -                                                 | -                                                 | -                                                 |
| Desconocidos                                      | -                                                 | -                                                 | -                                                 | -                                                 | -                                                 |